# Karl Ludwig Bender
Karl Ludwig Bender (* 9. Februar 1811 in Königsberg; † 31. August 1893 in Gumbinnen) war ein deutscher Lehrer, Journalist, Gutsbesitzer und Parlamentarier.

## Leben
Karl Ludwig Bender studierte von 1830 bis 1834 Philologie und Geschichte an der Albertus-Universität Königsberg. Zu Beginn des Studiums wurde er Mitglied des Corps Littuania. Nach der Promotion zum Dr. phil. war er zunächst bis 1851 als Lehrer tätig. Er arbeitete an der Löbenichtschen höheren Stadtschule und dann als Oberlehrer am Altstädtischen Gymnasium in Königsberg. Daneben war er von 1840 bis 1850 Mitarbeiter der Neuen Königsberger Zeitung und von 1847 bis 1851 Stadtverordneter in Königsberg. Ab 1851 war er Landwirt und Besitzer des Ritterguts Katharinenhof bei Tharau im Kreis Preußisch Eylau. Er war Mitbegründer und Vorsteher des Landwirtschaftlichen Vereins zu Groß Lauth-Uderwangen.
Bender war von 1862 bis 1867 für den Wahlkreis Gumbinnen 3 und von 1867 bis 1885 für den Wahlkreis Königsberg 3 (Stadt- und Landkreis Königsberg, Fischhausen) über insgesamt 10 Legislaturperioden Mitglied des Preußischen Abgeordnetenhauses. Er gehörte zur Fraktion der Deutschen Fortschrittspartei.

## Schriften
- Jugenderinnerungen eines alten Achtundvierzigers, hrsg. v. A. Oehlke, 1928.